# Sounder
Pour plus de détails, voir Fiche technique et Distribution.
Sounder est un film américain réalisé par Martin Ritt, sorti en 1972.

## Synopsis
Histoire de la crise d'une famille d'agriculteurs noirs, au moment de la Grande Dépression, lorsque le père, accusé d'un crime, est emprisonné.

## Fiche technique
- Titre : Sounder
- Réalisation : Martin Ritt
- Scénario : Lonne Elder III d'après le roman éponyme de William H. Armstrong
- Production : Robert B. Radnitz
- Musique : Taj Mahal
- Photographie : John A. Alonzo
- Montage : Sidney Levin
- Pays d'origine :  États-Unis
- Format : Couleurs - 2,35:1 - Mono
- Genre : Drame
- Durée : 105 minutes
- Date de sortie : 1972

## Distribution
- Cicely Tyson : Rebecca Morgan
- Paul Winfield : Nathan Lee Morgan
- Kevin Hooks : David Lee Morgan
- Carmen Mathews : Mrs. Boatwright
- Taj Mahal : Ike
- James Best : Sheriff Young
- Eric Hooks : Earl Morgan
- Yvonne Jarrell : Josie Mae Morgan
- Janet MacLachlan : Camille